# Nova quaedam genera et species plantarum vascularium
Nova quaedam genera et species plantarum vascularium (abreviado Nov. Gen. Sp. Vasc.) es un libro con ilustraciones y descripciones botánicas que fue escrito por el botánico austríaco Eduard Fenzl y publicado en Viena en el año 1849.